# Ghiacciaio Reeves
Il ghiacciaio Reeves è un ghiacciaio lungo circa 35 km e largo 15 situato nella parte nord-occidentale della Dipendenza di Ross, nell'Antartide orientale. Il ghiacciaio, il cui punto più alto si trova a circa 1300 m s.l.m., si trova sulla costa di Scott, nella regione settentrionale delle montagne del Principe Alberto, dove fluisce verso est, a partire dal versante orientale del nevaio Reeves e scorrendo a sud della dorsale Eisenhower, fino a ad andare ad alimentare la piattaforma glaciale Nansen.

Durante il suo percorso il flusso del ghiacciaio Reeves è arricchito da quello di altri ghiacciai, come l'Anderton e il Carnein, che gli si uniscono da nord.

## Storia
Il ghiacciaio Reeves è stato scoperto e mappato dalla squadra settentrionale, guidata da Edgeworth David, della spedizione Nimrod (1907-09), comandata di Ernest Shackleton, e così battezzato probabilmente in onore di William Pember Reeves, che, tra il 1891 e il 1896 ricoprì vari ministeri nei governi neozelandesi presieduti da John Ballance (1891-1893) e da Richard Seddon (1893-1906).